# Tamara Daunienė
Tamara Daunienė, född den 22 september 1951 i Josjkar-Ola, Sovjetunionen, är en sovjetisk basketspelare som var med och tog OS-guld 1976 i Montréal. Detta var första gången dambasket var med på det olympiska programmet. 